# Сетраки
Сетраки — хутор в Чертковском районе Ростовской области.
Административный центр Сетраковского сельского поселения.

## Население
| 2010 | 2012 | 2013 | 2014 | 2015 | 2016 | 2017 |
| ---- | ---- | ---- | ---- | ---- | ---- | ---- |
| 907  | ↘901 | ↘897 | ↘886 | ↘869 | ↘850 | ↘840 |
| 2018 | 2019 | 2020 | 2021 |      |      |      |
| ↘816 | ↘807 | ↗813 | ↘811 |      |      |      |

## Улицы
| - ул. Дальняя, - ул. Дачная, - ул. Заречная, - ул. Кирова, - ул. Крымская, - ул. Мира, | - ул. Молодёжная, - ул. Октябрьская, - ул. Подгорная, - ул. Подтелкова, - ул. Почтовая, - ул. Садовая, | - ул. Советская, - ул. Степная, - ул. Шолохова, - пер. Березовый, - пер. Гаражный. |